# Tamotsu Asakura
Tamotsu Asakura (朝倉 保, Asakura Tamotsu) est un footballeur international japonais. Il évoluait au poste de milieu de terrain.

## Biographie
Tamotsu Asakura reçoit deux sélections en équipe du Japon lors de l'année 1927, sans inscrire de but.